# Lợn biển Tây Phi
Lợn biển Tây Phi (danh pháp hai phần: Trichechus senegalensis) là một loài động vật có vú trong họ Trichechidae, bộ Sirenia. Nó chủ yếu ăn thực vật. Lợn biển Tây Phi có thể được tìm thấy ở hầu hết các khu vực phía Tây của châu Phi, từ Senegal tới Angola.

## Chế độ ăn
Lợn biển Tây Phi là động vật ăn cỏ; tuy nhiên, chúng cũng ăn nghêu, động vật nhuyễn thể và cá được tìm thấy trong lưới. Tỷ lệ phần trăm khẩu phần bao gồm nguyên liệu phi thực vật thay đổi tùy theo vị trí, với nhóm lợn biển sinh sống ngoài khơi có trung bình suốt đời là 50% nguyên liệu không phải thực vật. Lợn biển Tây Phi là giống lợn biển duy nhất dường như cố tình tiêu thụ nguyên liệu không phải thực vật. Phần lớn khẩu phần ăn của lợn biển châu Phi được tạo thành từ nhiều loại thực vật khác nhau được tìm thấy ở trên hoặc lơ lửng trên mặt nước. Lợn biển châu Phi sống trên sông chủ yếu ăn các loại thực vật nhô cao mọc trên bờ sông. Chế độ ăn của lợn biển châu Phi sống ở các cửa sông chỉ có cây rừng ngập mặn. Mỗi ngày, lợn biển châu Phi ăn khoảng 4% đến 9% trọng lượng cơ thể trong thảm thực vật ẩm ướt. Các vi sinh vật trong ruột già của lợn biển châu Phi, có chiều dài lên đến 20 mét, hỗ trợ nó tiêu hóa số lượng lớn và đa dạng các loại thực vật mà chúng tiêu thụ. 

## Hình ảnh

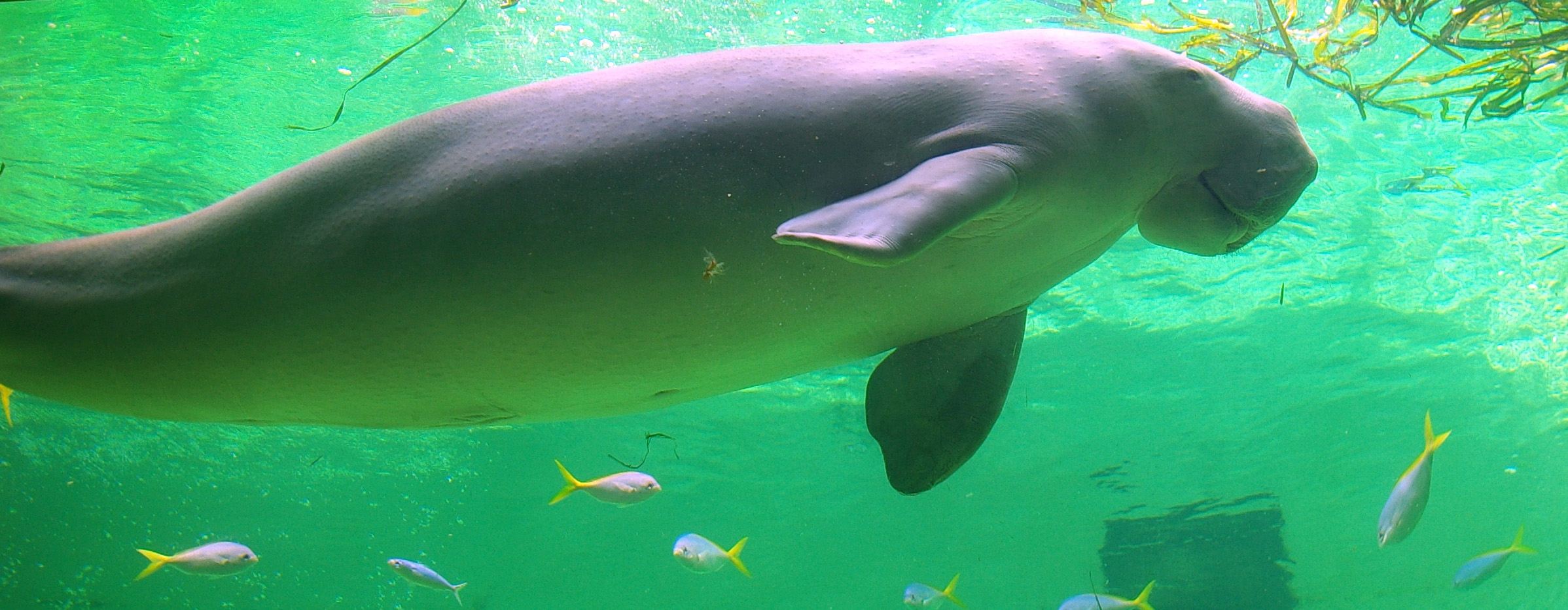
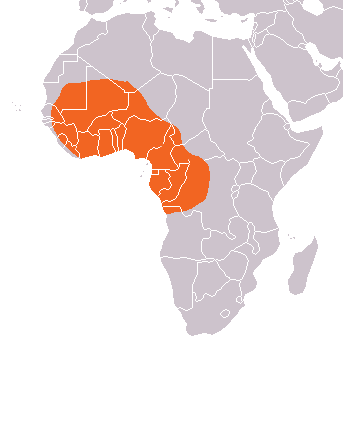
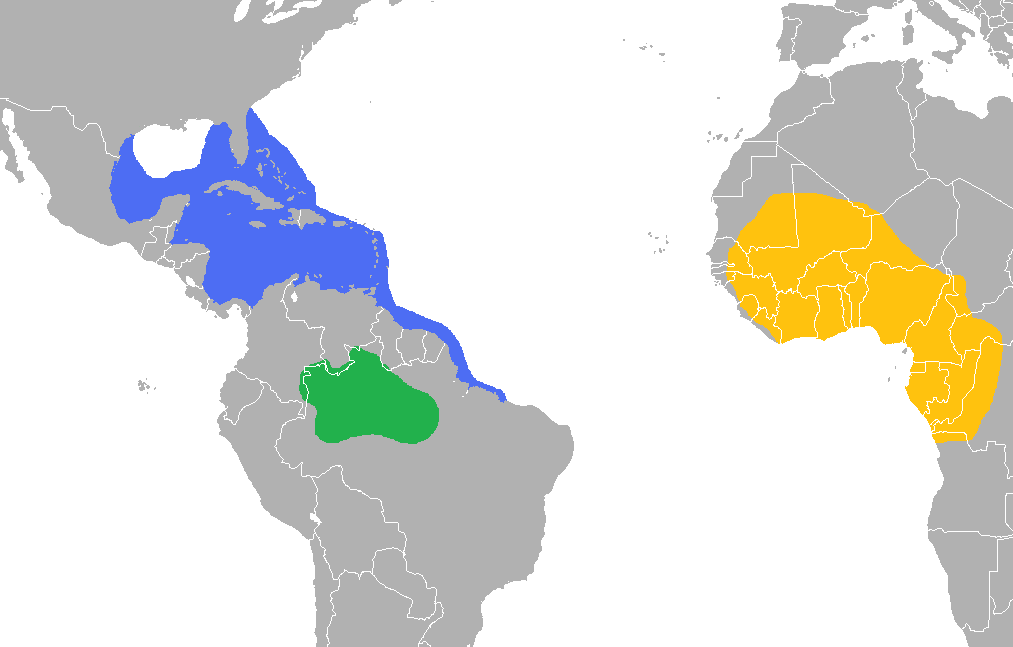
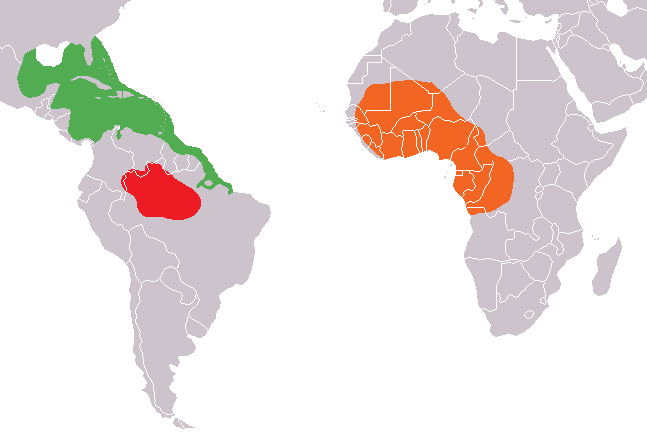